# پل حاج خدایی
پل حاج خدایی مربوط به دوران‌های تاریخی پس از اسلام است و در شوشتر، خیابان کمربندی، ضلع غربی پمپ بنزین واقع شده و این اثر در تاریخ ۵ تیر ۱۳۸۴ با شمارهٔ ثبت ۱۱۹۵۹ به‌عنوان یکی از آثار ملی ایران به ثبت رسیده است.